# Liste der Naturdenkmale in Vaihingen an der Enz
| Naturdenkmale | Anzahl |
| ------------- | ------ |
| FND           | 66     |
| END           | 19     |
| Gesamt        | 85     |

Die Liste der Naturdenkmale in Vaihingen an der Enz nennt die verordneten Naturdenkmale (ND) der im baden-württembergischen Landkreis Ludwigsburg liegenden Stadt Vaihingen an der Enz. In Vaihingen an der Enz gibt es insgesamt 85 als Naturdenkmal geschützte Objekte, davon 66 flächenhafte Naturdenkmale (FND) und 19 Einzelgebilde-Naturdenkmale (END).
Stand: 31. Oktober 2016.

## Flächenhafte Naturdenkmale (FND)
| Name                                                                         | Bild | Kennung     | Einzelheiten                        | Position | Fläche Hektar | Datum         |
| ---------------------------------------------------------------------------- | ---- | ----------- | ----------------------------------- | -------- | ------------- | ------------- |
| Altwasserrest und Gehölze im Gewann Wertwiesen                               | BW   | 81180730052 | Vaihingen an der Enz                | ⊙        | 1,4           | 28. Aug. 1989 |
| Auricher Heide                                                               | BW   | 81180730030 | Vaihingen an der Enz                | ⊙        | 0,7           | 28. Aug. 1989 |
| Doline mit Hecken im Gewann „Im höllischen Feuer“                            | BW   | 81180730040 | Vaihingen an der Enz                | ⊙        | 0,0           | 28. Aug. 1989 |
| Doline und Steppenheidewald am Lauerweg                                      | BW   | 81180730087 | Vaihingen an der Enz                | ⊙        | 0,7           | 2. Apr. 1993  |
| Ehemalige Lehmgrube im Gewann Gutedel                                        | BW   | 81180730064 | Vaihingen an der Enz                | ⊙        | 0,4           | 28. Aug. 1989 |
| Ehemalige Lehmgrube im Gewann Liebfrauenäcker                                | BW   | 81180730062 | Vaihingen an der Enz                | ⊙        | 0,1           | 28. Aug. 1989 |
| Ehemalige Steinbrüche u. Hecken im Gew.Postmännle                            | BW   | 81180730077 | Vaihingen an der Enz                | ⊙        | 0,6           | 28. Aug. 1989 |
| Ehemaliger Steinbruch und Lehmgrube                                          | BW   | 81180730070 | Vaihingen an der Enz                | ⊙        | 0,2           | 28. Aug. 1989 |
| Ehemaliger Steinbruch und Steinschutthalden im Gewann Erdhäuser              | BW   | 81180730080 | Vaihingen an der Enz                | ⊙        | 1,2           | 28. Aug. 1989 |
| Ehemaliger Steinbruch                                                        | BW   | 81180730051 | Vaihingen an der Enz                | ⊙        | 2,8           | 28. Aug. 1989 |
| Ehemaliges Steinbruchgelände „Große Reut“                                    | BW   | 81180730013 | Vaihingen an der Enz                | ⊙        | 4,6           | 28. Aug. 1989 |
| Enzaltwasser „Bruckenwasen“                                                  | BW   | 81180730048 | Vaihingen an der Enz                | ⊙        | 2,4           | 28. Aug. 1989 |
| Enzaltwasser, Enzinsel und Mündungsbereich des Strudelbachs mit Ufergehölzen | BW   | 81180730049 | Vaihingen an der Enz                | ⊙        | 4,7           | 28. Aug. 1989 |
| Feldgehölz „Ballenhardter“                                                   | BW   | 81180730037 | Oberriexingen, Vaihingen an der Enz | ⊙        | 0,9           | 28. Aug. 1989 |
| Feldgehölz „Dörrer“                                                          | BW   | 81180730026 | Vaihingen an der Enz                | ⊙        | 0,9           | 28. Aug. 1989 |
| Feldgehölz und Hecken in den Gewannen Schloßäcker und Weiler                 | BW   | 81180730041 | Vaihingen an der Enz                | ⊙        | 1,2           | 28. Aug. 1989 |
| Feldgehölze am Auricher Berg                                                 | BW   | 81180730081 | Vaihingen an der Enz                | ⊙        | 0,6           | 28. Aug. 1989 |
| Feuchter Graben im Gewann Hofäcker                                           | BW   | 81180730056 | Vaihingen an der Enz                | ⊙        | 0,2           | 28. Aug. 1989 |
| Feuchtgebiet „Hohe Reute“                                                    | BW   | 81180730006 | Vaihingen an der Enz                | ⊙        | 1,4           | 28. Aug. 1989 |
| Feuchtgebiet im Gewann Eckleshalde                                           | BW   | 81180730069 | Vaihingen an der Enz                | ⊙        | 0,5           | 28. Aug. 1989 |
| Feuchtgebiet im Gewann Kolesser                                              | BW   | 81180730017 | Vaihingen an der Enz                | ⊙        | 1,9           | 28. Aug. 1989 |
| Feuchtgebiet mit Gehölz im Gewann Obere Schelmenhalde I                      | BW   | 81180730033 | Vaihingen an der Enz                | ⊙        | 0,0           | 28. Aug. 1989 |
| Feuchtgebiet mit Gehölz im Gewann Obere Schelmenhalde II                     | BW   | 81180730034 | Vaihingen an der Enz                | ⊙        | 0,1           | 28. Aug. 1989 |
| Feuchtgebiet „Muschenloch“                                                   | BW   | 81180730014 | Vaihingen an der Enz                | ⊙        | 1,2           | 28. Aug. 1989 |
| Feuchtgebiet „Riedwiesen“                                                    | BW   | 81180730057 | Vaihingen an der Enz                | ⊙        | 0,4           | 28. Aug. 1989 |
| Feuchtgebiet „Schinderwasen“                                                 | BW   | 81180730078 | Vaihingen an der Enz                | ⊙        | 0,2           | 28. Aug. 1989 |
| Feuchtgebiet u. Gehölzbestand „Hafnergrube“                                  | BW   | 81180730036 | Vaihingen an der Enz                | ⊙        | 1,3           | 28. Aug. 1989 |
| Gehölzbestandener Hohlweg im Gewann Fliegaus                                 | BW   | 81180730024 | Vaihingen an der Enz                | ⊙        | 0,3           | 28. Aug. 1989 |
| Gehölzbestandener Hohlweg mit Feldhüterstand im „Weitfeld“                   | BW   | 81180730018 | Vaihingen an der Enz                | ⊙        | 0,8           | 28. Aug. 1989 |
| Gehölzbestandener Weg beim „Lämmerrain“                                      | BW   | 81180730027 | Vaihingen an der Enz                | ⊙        | 0,4           | 28. Aug. 1989 |
| Gehölzbestandener Weiher                                                     | BW   | 81180730059 | Vaihingen an der Enz                | ⊙        | 0,2           | 2. Apr. 1993  |
| Hamberger See                                                                |      | 81180730082 | Vaihingen an der Enz                | ⊙        | 1,9           | 28. Aug. 1989 |
| Hecke im gewann Fluigaus                                                     | BW   | 81180730031 | Vaihingen an der Enz                | ⊙        | 0,5           | 28. Aug. 1989 |
| Hecke im Gewann Obern Schochert                                              | BW   | 81180730038 | Vaihingen an der Enz                | ⊙        | 0,1           | 28. Aug. 1989 |
| Hecke im Gewann Untere Schelmenhalde                                         | BW   | 81180730039 | Vaihingen an der Enz                | ⊙        | 0,1           | 28. Aug. 1989 |
| Hecken im Gewann Forchen                                                     | BW   | 81180730044 | Vaihingen an der Enz                | ⊙        | 2,0           | 28. Aug. 1989 |
| Heckengesäumter Weg im Gewann Vogler                                         | BW   | 81180730065 | Vaihingen an der Enz                | ⊙        | 0,5           | 28. Aug. 1989 |
| Heide „Furtberg“                                                             | BW   | 81180730075 | Vaihingen an der Enz                | ⊙        | 2,5           | 28. Aug. 1989 |
| Heide „Grund“                                                                | BW   | 81180730076 | Eberdingen, Vaihingen an der Enz    | ⊙        | 1,4           | 28. Aug. 1989 |
| Hohle im Gewann Kaiser                                                       | BW   | 81180730025 | Vaihingen an der Enz                | ⊙        | 0,2           | 28. Aug. 1989 |
| Hohle und Feldgehölz im Gewann Brand                                         | BW   | 81180730061 | Vaihingen an der Enz                | ⊙        | 0,5           | 28. Aug. 1989 |
| Hohlweg bei der Seemühle                                                     | BW   | 81180730019 | Vaihingen an der Enz, Illingen      | ⊙        | 0,3           | 28. Aug. 1989 |
| Hohlweg im Gewann Stalpenäcker                                               | BW   | 81180730003 | Vaihingen an der Enz                | ⊙        | 0,3           | 28. Aug. 1989 |
| Hohlweg mit Gehölzbestand bei der Kehlstraße                                 | BW   | 81180730032 | Vaihingen an der Enz                | ⊙        | 0,4           | 28. Aug. 1989 |
| Hohlweg und Feldgehölz „Hasenlauf“                                           | BW   | 81180730060 | Vaihingen an der Enz                | ⊙        | 1,0           | 28. Aug. 1989 |
| Lößsteilwände und Feldgehölz an der Beerhaldenstraße                         | BW   | 81180730047 | Vaihingen an der Enz                | ⊙        | 1,7           | 28. Aug. 1989 |
| Magerwiesen, Hecken, ehemalige Steinbrüche und Feldgehölze im Gewann Schnee  | BW   | 81180730074 | Eberdingen, Vaihingen an der Enz    | ⊙        | 2,8           | 28. Aug. 1989 |
| Mittelsberg I                                                                | BW   | 81180730072 | Vaihingen an der Enz                | ⊙        | 1,8           | 28. Aug. 1989 |
| Mittelsberg II                                                               | BW   | 81180730073 | Vaihingen an der Enz                | ⊙        | 1,0           | 28. Aug. 1989 |
| Obstbaumgruppe am Hochdorfer Weg                                             | BW   | 81180730085 | Vaihingen an der Enz                | ⊙        | 0,1           | 2. Apr. 1993  |
| Pflanzenstandort beim Steinbachhof                                           | BW   | 81180730008 | Vaihingen an der Enz                | ⊙        | 1,7           | 28. Aug. 1989 |
| Pflanzenstandort Gerhardshalde                                               | BW   | 81180730002 | Vaihingen an der Enz                | ⊙        | 0,6           | 28. Aug. 1989 |
| Pflanzenstandort Guckenhauser Klammet                                        | BW   | 81180730084 | Vaihingen an der Enz                | ⊙        | 0,1           | 2. Apr. 1993  |
| Pflanzenstandort „Springerkopf“                                              | BW   | 81180730004 | Vaihingen an der Enz                | ⊙        | 1,3           | 28. Aug. 1989 |
| Pflanzenstandort „Wachtkopf“                                                 | BW   | 81180730005 | Vaihingen an der Enz                | ⊙        | 2,1           | 28. Aug. 1989 |
| Pflanzenstandort „Wanne“                                                     | BW   | 81180730015 | Vaihingen an der Enz                | ⊙        | 4,8           | 28. Aug. 1989 |
| Pflanzenstandorte u. Feldgehölze am Auricher Berg                            | BW   | 81180730029 | Vaihingen an der Enz                | ⊙        | 3,4           | 28. Aug. 1989 |
| Quelltopf bei der Neumühle                                                   | BW   | 81180730050 | Vaihingen an der Enz                | ⊙        | 0,2           | 28. Aug. 1989 |
| Roßwager Heide und Umgebung                                                  | BW   | 81180730028 | Vaihingen an der Enz                | ⊙        | 4,1           | 28. Aug. 1989 |
| Trockenrasen, ehem. Steinbruchgelände, aufgelassene Weinberge „Botenklinge“  | BW   | 81180730020 | Vaihingen an der Enz                | ⊙        | 2,5           | 28. Aug. 1989 |
| Trockenrasen im Gewann Halde                                                 | BW   | 81180730045 | Vaihingen an der Enz                | ⊙        | 0,6           | 28. Aug. 1989 |
| Trockenrasen und Feldgehölze im Gewann Kallenberg                            | BW   | 81180730067 | Vaihingen an der Enz                | ⊙        | 4,7           | 28. Aug. 1989 |
| Trockenrasen und Hecken in den Gewannen Weiler, Schlätterle und Riedberg     | BW   | 81180730083 | Vaihingen an der Enz                | ⊙        | 3,7           | 28. Aug. 1989 |
| Tümpel beim Wasserhochbehälter                                               | BW   | 81180730022 | Vaihingen an der Enz                | ⊙        | 0,1           | 28. Aug. 1989 |
| Tümpel im Rieter Hölzle                                                      | BW   | 81180730071 | Vaihingen an der Enz                | ⊙        | 0,2           | 28. Aug. 1989 |
| Wege mit Trockenmauern und Hecken in der „Unteren Schelmenhalde“             | BW   | 81180730035 | Vaihingen an der Enz                | ⊙        | 0,8           | 28. Aug. 1989 |
| Legende für Naturdenkmal                                                     |      |             |                                     |          |               |               |

## Einzelgebilde (END)
| Name                      | Bild | Kennung     | Einzelheiten         | Position | Fläche Hektar | Datum         |
| ------------------------- | ---- | ----------- | -------------------- | -------- | ------------- | ------------- |
| Liebfrauenlinde           | BW   | 81180730063 | Vaihingen an der Enz | ⊙        | 0,0           | 28. Aug. 1989 |
| 1 Birnbaum mit Besenwuchs | BW   | 81180730055 | Vaihingen an der Enz | ⊙        | 0,0           | 28. Aug. 1989 |
| 1 Birnbaum                | BW   | 81180730007 | Vaihingen an der Enz | ⊙        | 0,0           | 28. Aug. 1989 |
| 1 Edelkastanie            | BW   | 81180730011 | Vaihingen an der Enz | ⊙        | 0,0           | 28. Aug. 1989 |
| 1 Edelkastanie            | BW   | 81180730012 | Vaihingen an der Enz | ⊙        | 0,0           | 28. Aug. 1989 |
| 1 Elsbeere                | BW   | 81180730010 | Vaihingen an der Enz | ⊙        | 0,0           | 28. Aug. 1989 |
| 1 Friedenslinde           | BW   | 81180730023 | Vaihingen an der Enz | ⊙        | 0,0           | 28. Aug. 1989 |
| 1 Mostbirnbaum            | BW   | 81180730068 | Vaihingen an der Enz | ⊙        | 0,0           | 28. Aug. 1989 |
| 1 Mostbirnbaum            | BW   | 81180730086 | Vaihingen an der Enz | ⊙        | 0,0           | 2. Apr. 1993  |
| 1 Platane                 | BW   | 81180730066 | Vaihingen an der Enz | ⊙        | 0,0           | 28. Aug. 1989 |
| 1 Salzeiche               |      | 81180730001 | Vaihingen an der Enz | ⊙        | 0,0           | 28. Aug. 1989 |
| 1 Sommerlinde             | BW   | 81180730046 | Vaihingen an der Enz | ⊙        | 0,0           | 28. Aug. 1989 |
| 1 Speierling              | BW   | 81180730009 | Vaihingen an der Enz | ⊙        | 0,0           | 28. Aug. 1989 |
| 1 Stieleiche              | BW   | 81180730042 | Vaihingen an der Enz | ⊙        | 0,0           | 28. Aug. 1989 |
| 1 Stieleiche              | BW   | 81180730058 | Vaihingen an der Enz | ⊙        | 0,0           | 28. Aug. 1989 |
| 1 Wellingtonie            | BW   | 81180730079 | Vaihingen an der Enz | ⊙        | 0,0           | 28. Aug. 1989 |
| 1 Winterlinde             | BW   | 81180730021 | Vaihingen an der Enz | ⊙        | 0,0           | 28. Aug. 1989 |
| 2 Pappeln                 | BW   | 81180730043 | Vaihingen an der Enz | ⊙        | 0,0           | 28. Aug. 1989 |
| 3 Birnbäume               | BW   | 81180730016 | Vaihingen an der Enz | ⊙        | 0,0           | 28. Aug. 1989 |
| Legende für Naturdenkmal  |      |             |                      |          |               |               |